# 熊谷景貞
熊谷 景貞（くまがい かげさだ、建久5年（1194年）－承久3年（1221年）？）は、鎌倉時代の武士。通説では熊谷忠直の子とされるが、近年の研究では熊谷直家の嫡男で忠直の養子もしくはその名跡を継いだ存在とする説が出されている。景定とも記される。